# Fraktometer
Der Fraktometer ist ein Mess- und Prüfgerät zur Untersuchung der Festigkeit und Steifigkeit von Holzkörpern. Es wurde speziell für die Anwendung an Bäumen entwickelt. Maßgeblich entwickelt wurde das Fraktometer durch Claus Mattheck und seine Mitarbeitenden am KIT. Mit dem Fraktometer sollen, je nach Geräteversion, die Biegebruch- und Druckfestigkeit von Bohrkernen geschätzt werden.

## Durchführung und methodische Annahmen
Mit Hilfe des Zuwachsbohrers werden Bohrkernproben aus Bäumen oder Holzmasten entnommen, die dann in die entsprechende Vorrichtung des Fraktometers zur Messung eingespannt werden. Es ist sehr wichtig den Bohrkern an aussagekräftigen Stellen im Baum zu entnehmen. Unreflektierte, unüberlegte Bohrkernentnahmen schädigen den Baum nur unnötig. 
Die Messung sollte unmittelbar nach der Bohrkernentnahme stattfinden, da das Holz sonst austrocknet und die Messwerte verfälscht wären. Bei der Messung selbst muss darauf geachtet werden, dass die Holzfasern parallel zur Oberfläche des Fraktometers angeordnet sind. Die Messung sollte nicht länger als eine Minute dauern. Andernfalls stellt sich der ergebnisverfälschende Kriecheffekt ein. 
Die Methodik geht davon aus, dass die Messergebnisse von gesundem Holz artspezifisch seien. Es gibt Tabellen, in denen diese Kennwerte aufgelistet sind. Allerdings sind dies nur Mittelwerte. An einzelnen Individuen einer Art werden mitunter verschiedene Messwerte aufgenommen. Die unterschiedlichen Messwerte seien manchmal auf die Windexposition oder den Schrägwuchs der Bäume zurückzuführen. 
Fäulen führen in der Regel zu stark verminderter Festigkeit und Steifigkeit. Mattheck geht davon aus, dass bei Messungen die signifikant unterhalb der Tabellenwerte liegen, eine Fäule angenommen werden kann. Über die Fraktometer-Tabellen sei eine schnelle Bestimmung und ein Vergleich der Holzqualität möglich, um die Stabilität und Holzeigenschaften eines Baumes zu beurteilen. Die Tabellenwerte seien allerdings nur Richtwerte, da der Baum immer als Ganzes zu betrachten sei.

## Fractometer II
Die Einspannung des Bohrkerns erfolgt entweder in Querrichtung oder in Faserrichtung. Das Gerät verursacht dann einen Druck, der die Fasern zum Versagen bringen soll. Die dafür aufgewandte Kraft – beziehungsweise die resultierende Spannung – wird in MPa = N / mm2 mittels eines Schleppzeigers angezeigt.
So können Schätzungen über die Biegebruchfestigkeit (radiale Druckbelastung) und Druckfestigkeit (axiale Druckbelastung in Faserrichtung) des Holzes erstellt werden. 

## Kritik

### Zu den Messdaten
Untersuchungen kritisieren, dass die durch das Fractometer gemessenen Größen in keinem Zusammenhang zu Holzeigenschaften stünden, die für ein Bruchversagen des Baumes entscheidend seien. Zudem wurde herausgefunden, dass die durch das Fractometer bestimmten Werte für gesundes Holz sowohl innerhalb einer Baumart, als auch innerhalb eines Baumindividuums (standortabhängig) stark variieren können, mit unter sei die Variation innerhalb eines Baumes sogar wesentlich größer als innerhalb der Baumart. Dies mache einen Vergleich der Bruchfestigkeit mit Literaturwerten ebenso schwierig, wie den Vergleich von defektem Holz mit gesundem Holz desselben Baumes.
Es gelte außerdem zu berücksichtigen, dass die mit einem Zuwachsbohrer entnommene Bohrspäne durch selbigen bei der Entnahme gestaucht würde, was die gemessenen Werte beeinträchtige.

### Zur Baumbiologie
Der Einsatz eines Zuwachsbohrers bedeutet einen invasiven Eingriff in den Holzkörper. Zur eindeutigen Diagnose und Eingrenzung des Schadbereichs ist es üblich mehrere Bohrungen vorzunehmen. Je nach Fähigkeit der Baumart zur Reaktion auf Wunden und Kompartimentierung von Schäden muss eine Schädigung des wasserleitenden Systems in Kauf genommen werden. Im Holzkörper entstehen deutliche Verfärbungen die in der Regel weit über den eigentlichen Bohrkanal hinaus gehen. Bei vorliegen einer Fäule muss für gewöhnlich bis in das Faule Holz gebohrt werden, um diesen Bereich zu untersuchen. Dadurch wird die bereits durch den Baum entwickelte Reaktionszone durchbrochen und dem Schaderreger ein radiales Vordringen in bisher unversehrte Bereiche erleichtert.